# Le Lude (comuna delegada)
Le Lude era una comuna francesa situada en el departamento de Sarthe, de la región de Países del Loira, que el uno de enero de 2018 pasó a ser una comuna delegada de la comuna nueva de Le Lude al fusionarse con la comuna de Dissé-sous-le-Lude.

## Demografía
| Gráfica de evolución demográfica de Le Lude entre 1800 y 2015 |
|                                                               |

Los datos demográficos contemplados en este gráfico de la comuna de Le Lude se han cogido de 1800 a 1999 de la página francesa EHESS/Cassini, y los demás datos de la página del INSEE.